# كلاوديو كوريا
كلاوديو كوريا (بالإسبانية: Cláudio Correa)‏ هو لاعب كرة قدم باراغواياني في مركز الهجوم، ولد في 3 مايو 1993 في أسونسيون في باراغواي. شارك مع منتخب باراغواي تحت 20 سنة لكرة القدم. أما مع النوادي، فقد لعب مع سبورتيفو لوكوينو.

## وصلات خارجية
- كلاوديو كوريا على موقع قاعدة بيانات كرة القدم.إي يو (الإنجليزية)
- كلاوديو كوريا على موقع Soccerway.com (الإنجليزية)